# 達尼耶爾·蘇巴希奇
達尼耶爾·蘇巴希奇（1984年10月27日—）是克羅地亞的一位足球運動員。在場上司職守門員。現為自由球員。

## 球員生涯
蘇巴錫是在2012年1月轉會至法甲球隊摩納哥的，在此之前，他是在國內球會效力。他代表克羅地亞國家足球隊參賽，參加了2012年歐洲足球錦標賽、2014年世界杯、2018年世界杯的賽事。
來到了2018年世界盃，克羅地亞狀態大勇，首先在決賽周分組賽取得三戰全勝，到了十六強和八強淘汰賽克羅地亞皆以十二碼擊敗丹麥和世界盃東道主俄羅斯，順利晉級四強；在四強戰克羅地亞更在加時以2比1擊敗英格蘭，歷史上首次打入冠軍戰，可惜最终2-4不敌法国获得亚军。蘇巴錫的出色表現受不少人讚賞。
2018年8月15日，蘇巴希奇宣布從克羅埃西亞國家隊退役。

## 榮譽

### 球會
摩納哥
- 法国足球甲级联赛冠軍：2016-17賽季

### 國家隊
克羅埃西亞
- 國際足協世界盃亞軍：2018年

### 個人
- 布拉尼米爾大公勳章：2018年